# Механическая невеста
«Механическая невеста: внешние расширения человека» (англ. The Mechanical Bride: Folklore of Industrial Man) ― книга, написанная Маршаллом Маклюэном в 1951 году, в которой автор представляет результаты исследования современных СМИ (газеты, комиксы и рекламные объявления), в качестве поэтических текстов.

## Предпосылки
Маклюэн был обеспокоен объёмом и направлением деятельности культурной индустрии Северной Америки. «Наша эпоха — первая эпоха, когда многие тысячи наиболее подготовленных индивидуальных умов посвятили все свое время проникновению внутрь коллективного общественного сознания», — пишет Маклюэн в предисловии к книге. Он считал, что всех держат в «беспомощном состоянии, порожденном длительной умственной рутиной, являющейся следствием как рекламы, так и большого количества развлечений». Маклюэн надеялся, что эта книга поможет обратить этот процесс вспять, надеялся, что, используя артефакты популярной культуры, как средство просвещения публики, публика сможет сознательно наблюдать за тем, как массовая культура влияет на них.
Интерес к исследованию влияния массовой культуры на общество был вызван у Маклюэна эссе писателя и теоретика искусства Уиндема Льюиса «Гибель молодёжи» (1932) и книгой британского литературного критика и культуролога Фрэнка Ливиса «Культура и окружающая среда» (1933). Также на Маклюэна большое влияние оказал американский социолог Дэвид Рисмен, консультировавший Маклюэна по проблеме общества потребления. Название книги «Механическая невеста» отсылает к одной из инсталляций дадаиста Марселя Дюшана под названием «Новобрачная, раздетая догола её холостяками, даже». В своей книге Маклюэн использовал его язык и стиль".
Во введении к книге Маклюэн отмечает, что современный фольклор является продуктом интеллектуальной деятельности огромной армии профессионалов: рекламных агентов, писателей, сценаристов, художников, режиссёров, дизайнеров, журналистов, учёных и т. п. Все они изо дня в день создают в массовом сознании ощущение неполноты понимания происходящего. Состояние «неудовлетворённости» в массовом сознании необходимо для поддержания «престижной» формы массового потребления. Задача Маклюэна в этой книге сводится к показу скрытых форм воздействия на массовое сознание в различных формах массовой коммуникации: рекламе, телевизионных передачах, кино и т. п..
В течение 1940-х годов Маклюэн регулярно проводил лекции с анализом рекламных слайдов. Впервые он назвал нынешнюю эпоху эпохой механической невесты в 1945 году во время серии лекций в Виндзоре, Онтарио. Маклюэн планировал опубликовать эти лекции и слайды ещё до 1945 года.

## Описание
Эта книга, являлась первой крупной работой Маклюэна, стала одной из первых в области исследований массовой культуры и массовых коммуникаций. Основной формой подачи сообщений средствами массовой коммуникации является, по Маклюэну, мозаика, и такой же способ изложения используется им в других работах. На одной странице его сочинений можно встретить, например, как цитаты из Шекспира, так и бульварной газеты.
Как и его более поздняя книга 1962 года «Галактика Гутенберга», «Механическая невеста» оригинальна в способе изложения и состоит из коротких эссе, которые необязательно читать последовательно. Этот стиль изложения Маклюэн назвал «мозаичным подходом» к написанию книги. Каждое эссе начинается со статьи в газете или журнале или рекламы, за которой следует её анализ Маклюэном. Анализ основывается на эстетических соображениях, лежащих в основе образов и текста, а также на последствиях появления рассматриваемой публикации. Маклюэн выбрал рекламные объявления и статьи, включенные в его книгу, не столько для того, чтобы привлечь внимание к их символике и их значению для корпораций, которые их создают и распространают, сколько для того, чтобы поразмыслить над тем, что такая реклама приносит обществу, на которое она направлена.
Каждая глава книги является изолированным произведением и посвящена анализу того или иного аспекта популярной культуры. Название одного из эссе, «Механическая невеста», дало название всей книге. В ней автор рассматривает проблему взаимосвязи секса и технологий в современной культуре. В качестве примера приводится реклама колготок «На пьедестале». В этой рекламе показаны ноги в колготках, стоящие на пьедестале. В результате «значение секса ненормально преувеличивается благодаря использованию рыночных механизмов и технике индустриального производства… Отношение к сексу как поведенческой проблеме, редуцирующее сексуальный опыт до уровня механических и гигиенических проблем, подспудно присутствует и проявляется во всём. Это делает неизбежным разлад между физическим удовольствием и функцией воспроизводства потомства, а также является причиной гомосексуализма».

## Примеры рекламы

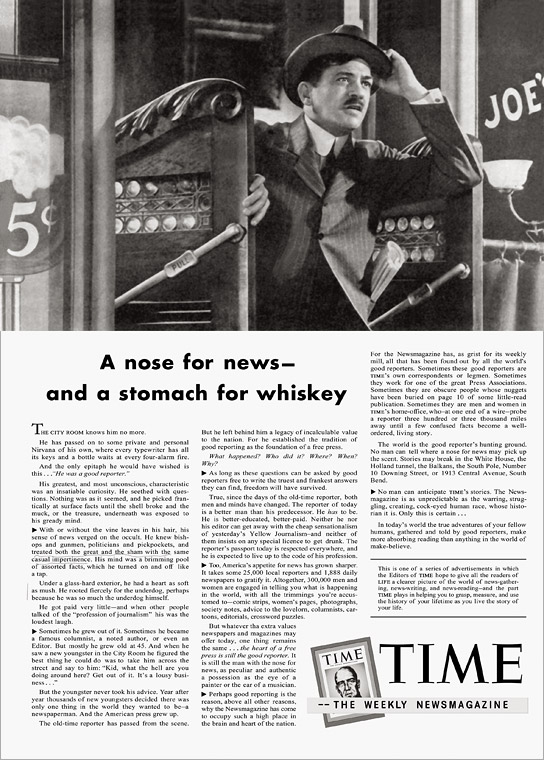
Почему журналисты изображают из себя последних романтиков? Или это первые романтики? (стр. 8)
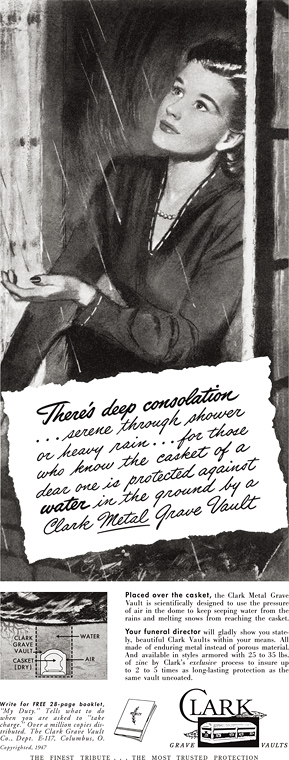
Реклама стального контейнера для гроба (стр. 15)
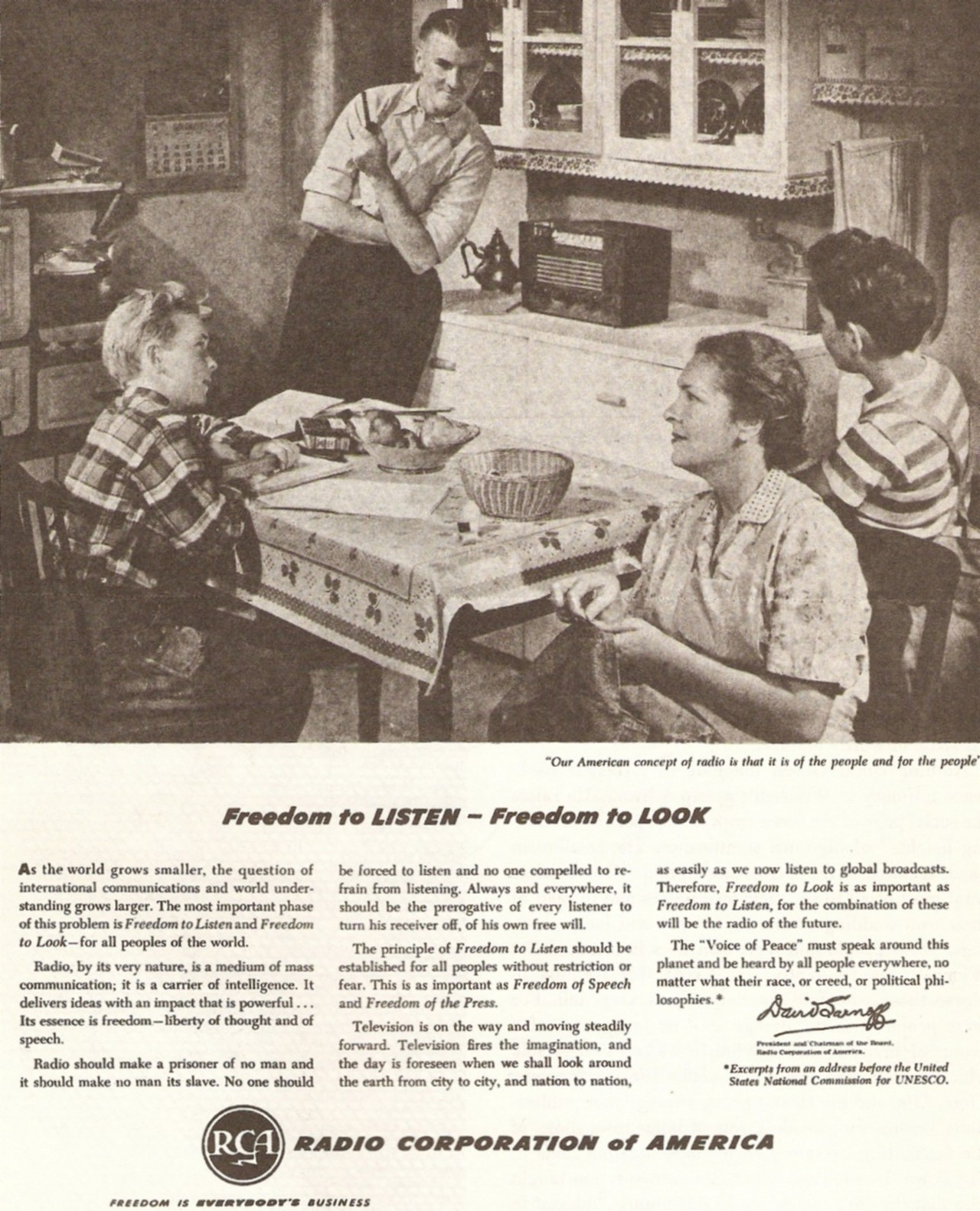
Сельская обстановка положительно подчеркивает радиоприёмник (стр. 20)
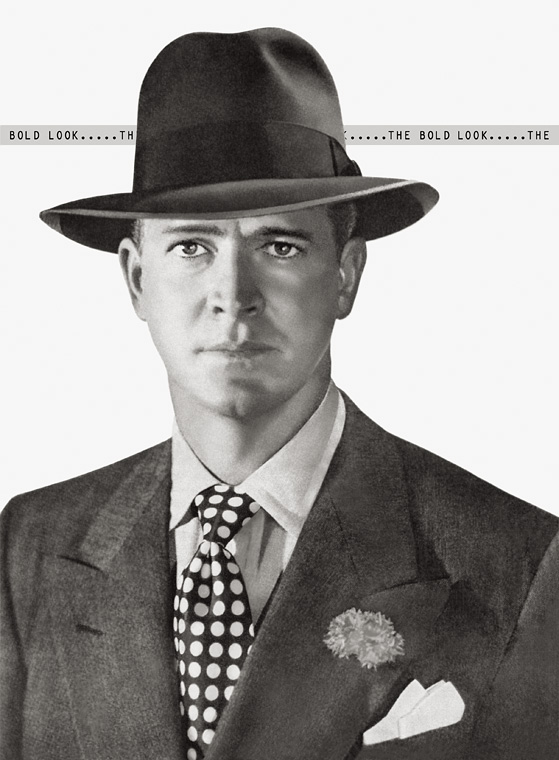
Означает ли смелый взгляд, что с болью в животе эстрадного певца покончено? (стр. 71)
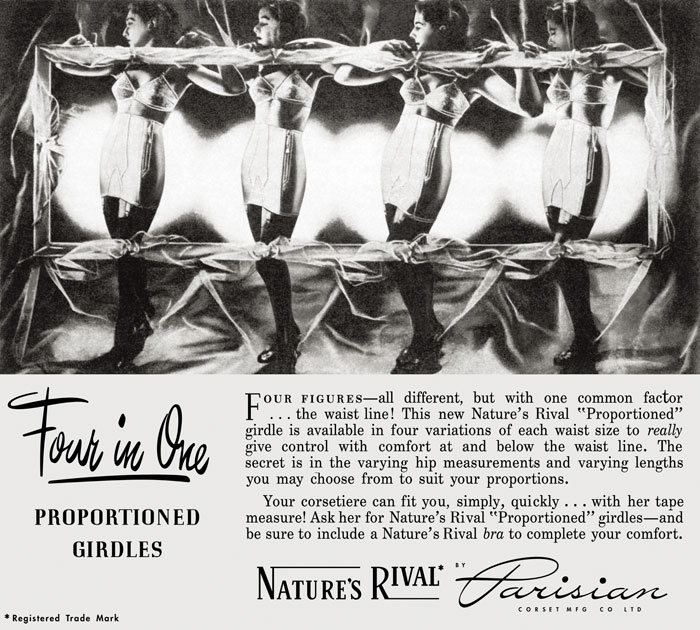
Реклама женского белья в восстановленного кинофильма 1930 года (стр. 94)
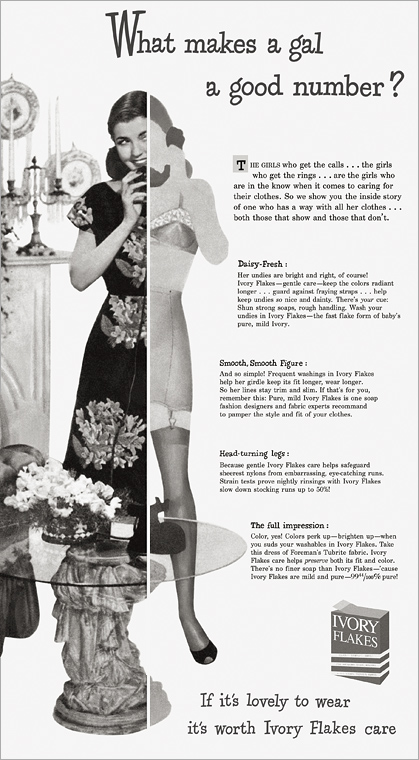
Может ли женское тело идти в ногу с требованиями текстильной промышленности? (стр. 95)
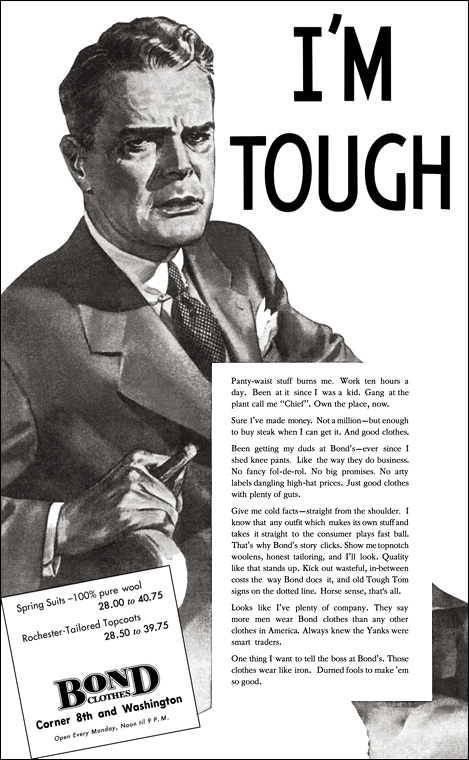
Реклама мужского костюма, используя образ Джеймса Бонда (стр. 130)